# Marquess (gruppo musicale)
I Marquess sono un complesso di musica pop, proveniente dalla Germania, nello specifico da Hannover e compongono le loro canzoni prevalentemente in Spagnolo.

## Componenti
Il gruppo è stato creato nel 2006 da quattro musicisti che fino ad allora erano attivi soprattutto in qualità di produttori musicali e cantautori.
- Il cantante, Sascha Pierro (* 8 aprile 1972), è un Italo-tedesco e ha lavorato, in passato, con musicisti quali i Patrick Nuo, i Jazzkantine, Oli P. e Cappuccino. Altra sua occupazione attuale è quella di fotografo, che gli ha permesso, fra l'altro, di curare le foto di copertina di uno degli album e dei DVD dei Tokio Hotel. Come compositore ha creato la sigla della telenovela "Schmetterlinge im Bauch". Ha partecipato alle selezioni per l'Eurofestival con la canzone "Wenn Grenzen fallen". Fino al giugno del 2006 faceva parte della coverband "Steam".
- Il bassista e tastierista è Marco Heggen (* 30 dicembre 1971), già produttore di artisti quali Marla Glen, nonché compositore di jingle pubblicitari.
- Il tastierista Christian Fleps (* 18 gennaio 1972) è anche lui produttore (Jasmin Wagner, Jimmy Somerville, Cultured Pearls, Joana Zimmer). Scrive inoltre le canzoni della giovane cantante Mariha, la quale ha peraltro prestato la sua voce nell'album di debutto dei Marquess.
- Il chitarrista è Dominik Decker (* 8 novembre 1968), un grande appassionato di musica jazz, molto quotato come musicista di session. Ha remissato vari lavori dei Placebo e dei Depeche Mode.

## Nome del gruppo
Marquess deriva apparentemente dal nome di un albergo in cui i quattro pernottarono molti anni fa.

## Discografia

### Album
| Anno | Album            | Posizione in classifica | Posizione in classifica | Posizione in classifica | Nota                                             |
| ---- | ---------------- | ----------------------- | ----------------------- | ----------------------- | ------------------------------------------------ |
| Anno | Album            | DE                      | AT                      | CH                      | Nota                                             |
| 2006 | Marquess         | 34                      | –                       | 65                      | Pubblicato il 29 giugno 2006 Vendite: – Premi: – |
| 2007 | Frenetica        | 2                       | 27                      | 4                       | Pubblicato il 29 giugno 2007 Vendite: – Premi: – |
| 2008 | ¡Ya!             | 7                       | 29                      | 8                       | Pubblicato il 27 giugno 2008 Vendite: – Premi: – |
| 2009 | Compañía del sol | 24                      | −                       | 23                      | Pubblicato il 17 luglio 2009 Vendite: – Premi    |

### Singoli
| Anno | Titolo                          | Posizione in classifica | Posizione in classifica | Posizione in classifica | Nota                                                                           |
| ---- | ------------------------------- | ----------------------- | ----------------------- | ----------------------- | ------------------------------------------------------------------------------ |
| Anno | Titolo                          | DE                      | AT                      | CH                      | Nota                                                                           |
| 2006 | El temperamento Marquess        | 9                       | 53                      | 16                      | Pubblicato l'11 agosto 2006                                                    |
| 2007 | Vayamos compañeros Frenetica    | 2                       | 5                       | 1 (1)                   | Pubblicato il 25 maggio 2007 DE: 11. Singolo maggiormente di successo del 2007 |
| 2007 | You and Not Tokio Frenetica     | 66                      | –                       | 80                      | Pubblicato il 31 agosto 2007                                                   |
| 2008 | La histeria ¡Ya!                | 15                      | 74                      | 41                      | Pubblicato il 29 febbraio 2008                                                 |
| 2008 | La vida es limonada ¡Ya!        | 16                      | 23                      | 15                      | Pubblicato il 20 giugno 2008                                                   |
| 2008 | Lucia ¡Ya!                      | 60                      | –                       | –                       | Pubblicato il 10 ottobre 2008                                                  |
| 2009 | Arriba Compañía del sol         | 16                      | 75                      | 57                      | Pubblicato il 3 luglio 2009                                                    |
| 2010 | Latino America Compañía del sol | -                       | -                       | -                       | Pubblicato finora solo nella rete                                              |

Nota: La cifra fra parentesi indica le settimane di presenza alla posizione n° 1.